# Силакайоапанский миштекский язык
Силакайоапанский миштекский язык — один из наиболее обширных миштекских языков. Число носителей языка насчитывается 150 000 в штате Пуэбла и через границу в Герреро, а также иммигранты из США.

## Диалекты
Игланд и Варфоломей нашли 6 диалектов (с > ≈80 % понимания речи), на которых есть 70 % взаимопонятность друг с другом:
- Метлатонокский (Метлатонок, Сан-Рафаэль, Тлакоачистлауака, Кочоапа), алькосауакский (Mixteco de Alocozauca, Mixteco de Xochapa) (Алькосаука, Хочапа, Петлакалансинго)
- Портесуэльский (Mixteco de Yucuná, Mixteco del noroeste, Mixteco del Noroeste de Oaxaca) (Сантос-Рейес-Юкуна, Гвадалупе-Портесуэло, Сан-Симон-Сауатлан)
- Койкоянский (Coicoyán Mixtec, Mixteco del Oeste de Juxtlahuaca) (Сан-Мартин-Перас-Куацокитенго, Рио-Фрихоль, Санта-Крус-Юкукани, Сан-Хосе-Йохоканьо, Мальвабиско, Ранчо-Лимон, Рио-Агвакате, Бока-де-Мамей)
- (разновидности в пределах ≈75 % принадлежащих сайоакапанскому)
  - Хустлауакский (Central Juxtlahuaca Mixtec, Mixteco de Juxtlahuaca) (Сан-Себастьян-Текомастлауака, Сан-Мигель-Тлакотепек, Сантос-Рейес-Тепехийо, Санта-Мария-Тинду, Сан-Мартин-Дурасонс)
  - Алакатлацальский (Highland Guerrero Mixtec, Mixteco de Alacatlatzala, To’on Savi) (Алакатлацала, Кауатаче, Тенастальсинго, Хилотепек, Сакатипа, Тототепек, Куба-Либре, Сан-Исидро-Лабрадор, Киауйтлатлацала, Хонакатлан, Тепекокатлан, Куаутипа, Окуапа, Потойчан)
  - Силакайоапанский
    - Принадлежащие силакайопанскому (Санто-Доминго-Тонала, Сан-Хорге-Нучита)
    - Тесоатланский (Mixteco de Tezoatlán de Segura y Luna) (Юкукими-де-Окампо, Сан-Андрес-Ютатио, Юкуньюти-де-Бенито-Хуарес, Сан-Хуан-Дикию, Сан-Маркос-де-Гарсон, Сан-Мартин-дель-Рио, Санта-Катарина-Йотанду, Сан-Исидро-де-Сарагоса, Сан-Валентин-де-Гомес)
    - (другие города) Ньевес-икспаутепекский, сантьяго-тамасольский, атенангский, сан-мигель-ауеуетитланский

## Письменность
Алфавит Алакатлацальского диалекта: A a, Ch ch, E e, I i, K k, Ku ku, L l, M m, N n, Nd nd, Ñ ñ, O o, P p, R r, S s, T t, U u, V v, X x, Y y, '.